# Etiopia
Etiopia (amh. ኢትዮጵያ, trl. Ityopp’ya), oficjalnie Federalna Demokratyczna Republika Etiopii (amh. የኢትዮጵያ ፌዴራላዊ ዲሞክራሲያዊ ሪፐብሊክ, trl. yeʾĪtiyoṗṗya Fēdēralawī Dēmokirasīyawī Rīpebilīk), dawniej Abisynia – państwo położone we wschodniej Afryce. Od południa graniczy z Kenią, na zachodzie z Sudanem i Sudanem Południowym, na wschodzie z Dżibuti i Somalią, a na północnym wschodzie z Erytreą.

## Geografia
Etiopia położona jest we wschodniej części kontynentu afrykańskiego, w tzw. Rogu Afryki. Większość kraju obejmuje wysoką Wyżynę Abisyńską, mniejsza, wschodnia leży na niższej Wyżynie Somalijskiej. Wyżyny te oddziela południkowo Rów Abisyński – rów tektoniczny będący odcinkiem Wielkich Rowów Afrykańskich, granicy płyt tektonicznych.

## Historia
W I tysiącleciu p.n.e. na tereny Etiopii przenikały ludy z południowej części Półwyspu Arabskiego. Od I wieku n.e. w północnej części kraju rozwijało się państwo Aksum, powiązane ze światem arabskim. Od połowy IV wieku rozpoczęła się chrystianizacja Aksum. Ekspansja islamska odizolowała kraj od świata chrześcijańskiego. Między VIII a X wiekiem centrum państwa przesunęło się w głąb lądu. W latach średniowiecza umocniły się powiązania władzy świeckiej z kościelną, stale trwały wojny z muzułmańskimi sąsiadami, z których Etiopia wychodziła zwycięsko. W XVI wieku ponownie wybuchły wojny z muzułmanami, którzy najeżdżali Etiopię z obszarów współczesnej Somalii. Trwały ponadto liczne konflikty z koczownikami Oromami. Wobec zagrożenia islamskiego Etiopia zwróciła się o pomoc wojskową do Portugalii, co doprowadziło do przyjęcia przez władców etiopskich katolicyzmu. Bunty duchowieństwa, możnowładców i ludności broniących rodzimej tradycji religijnej doprowadziły do odrzucenia katolicyzmu w 1633 roku. Od tamtego czasu Etiopia izolowała się od wpływów europejskich.

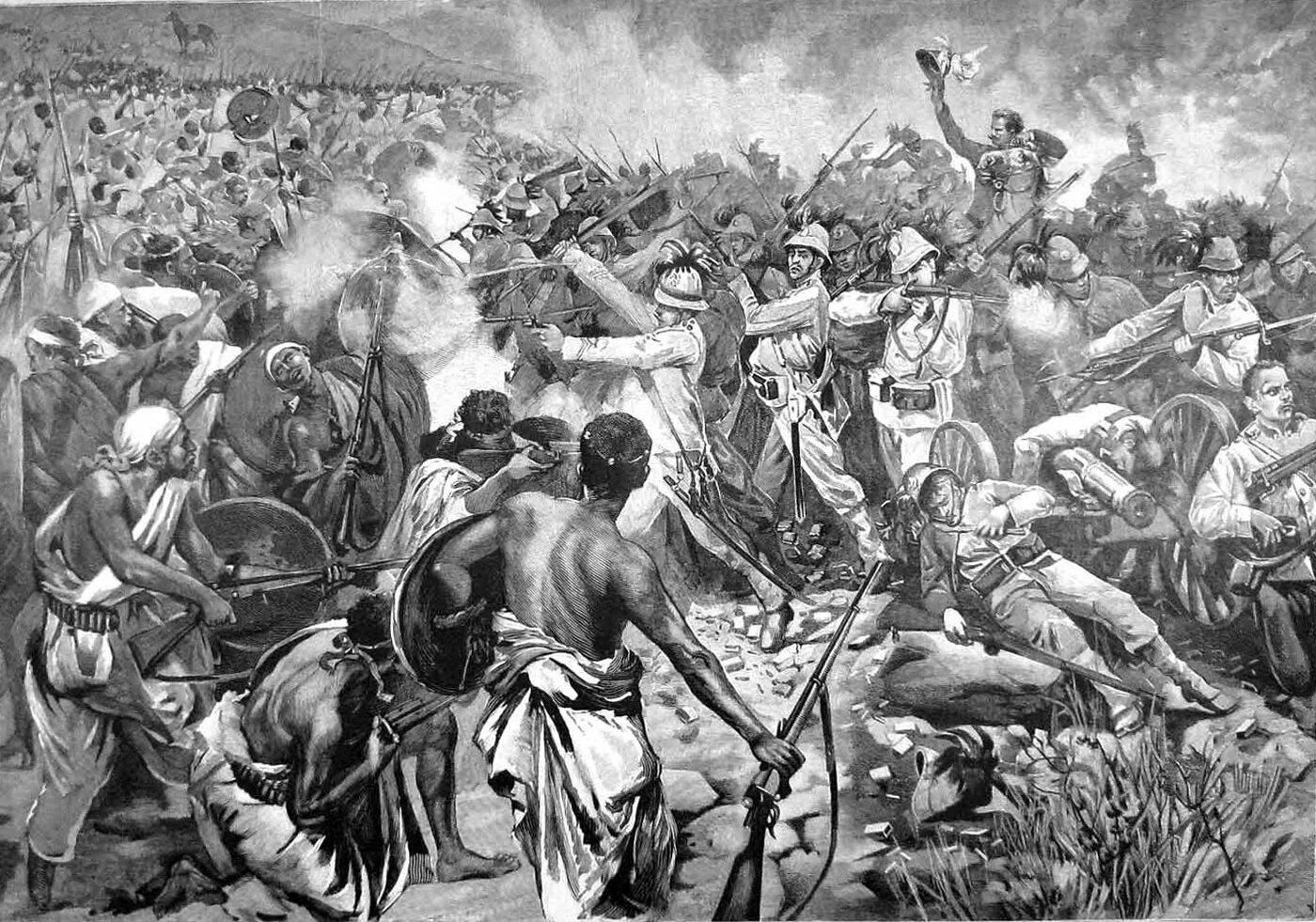
Bitwa pod Aduą zakończyła się klęską armii włoskiej

Pod koniec XIX wieku rozpoczęła się włoska penetracja Etiopii. W 1889 roku zawarty został etiopsko-włoski traktat regulujący granice włoskiej Erytrei. Interpretacja traktatu doprowadziła do konfliktów między obydwoma państwami. Kulminacją sporu była pierwsza wojna włosko-abisyńska, zakończona klęską Włochów w bitwie pod Aduą 1 marca 1896 roku. W 1916 roku pod pretekstem sprzyjania muzułmanom obalono cesarza Lydża Ijasu. Zwierzchnik Kościoła Etiopskiego proklamował wówczas Zauditu cesarzową, jednocześnie wyznaczając Teferi Mekonnyna na następcę tronu. W 1930 roku młody regent objął władzę cesarską i przybrał imię Hajle Syllasje I.
W 1935 roku wybuchła druga wojna włosko-abisyńska. Na skutek kampanii Etiopię włączono do Włoskiej Afryki Wschodniej, a monarcha udał się na emigrację. Jeszcze w czasie walk Włosi dopuścili się szeregu zbrodni wojennych (obejmujących użycie broni chemicznej). Po nieudanym zamachu na marszałka Rodolfo Grazianiego w 1937 roku Włosi odpowiedzieli polityką terroru. W odpowiedzi na akcje etiopskiego ruchu oporu, Włosi przeprowadzili masakrę w Addis Abebie, w której śmierć poniosło do 30 tysięcy mieszkańców. Milicja wkroczyła następnie do klasztoru Debru Libanos, gdzie zabiła około 300 mnichów i mniszek.
Obok represji dla buntowników, Włosi równolegle przeprowadzali reformy, mające podnieść jakość życia w zacofanej Etiopii. Przede wszystkim zostało całkowicie zniesione niewolnictwo w Etiopii na mocy dwóch aktów prawnych z października 1935 r. i kwietnia 1936 r. Uwolniono w ten sposób około 420 000 ludzi. Wprowadzono podstawowe zasady higieny i opieki zdrowotnej, zbudowano państwowe szpitale i kliniki, rozpoczęto budowę dróg (wybudowano ich do wybuchu wojny ok. 7 tys. kilometrów), oraz rozbudowano sieć kolejową (położono ponad 900 km torów). Zbudowano także blisko 4,5 tys. małych i 128 dużych mostów. W Addis Abebie przeprowadzono częściową elektryfikację i wzniesiono tamę w celu zwiększenia zapasów wody. Zakazane było jednak mieszanie ras, co doprowadziło do ich segregacji i powstania dzielnic dla białej i czarnej ludności. Duże przywileje otrzymywały mniejszości etniczne i religijne, m.in. muzułmanie. Włosi zachęcali wiele przedsiębiorstw do rozpoczęcia działalności w Etiopii w celu rozwoju jej zacofanej gospodarki. Rozpoczęto również zakrojoną na szeroką skalę edukację Etiopczyków. Większość tych działań została przerwana przez wybuch II wojny światowej.
W 1941 roku wojska brytyjskie z udziałem etiopskich partyzantów wyzwoliły kraj. Cesarz kontynuował reformy, wzmocnił władzę centralną. W tym czasie Etiopia prowadziła aktywną politykę zagraniczną, w ramach której miała swój udział w utworzeniu Organizacji Jedności Afrykańskiej. W 1952 roku na mocy uchwały ONZ włączono do Etiopii Erytreę jako sfederowaną prowincję autonomiczną. W latach 1960. w poszczególnych prowincjach uwidoczniły się dążenia grup etnicznych do samodzielności, w Erytrei wybuchły intensywne walki partyzanckie. W grudniu 1960 roku miał miejsce nieudany zamach stanu.
W 1974 roku wybuchł kryzys spowodowany skutkami kilkuletniej suszy i przestarzałą strukturą społeczno-gospodarczą. W wyniku zamachu stanu władzę objął Komitet Koordynacyjny Sił Zbrojnych, tzw. Derg, pod przewodnictwem Amana Mikaela Andoma. We wrześniu tego samego roku Derg wydał dekret o detronizacji cesarza, zawiesił konstytucję, rozwiązał parlament i utworzył Tymczasową Wojskową Radę Administracyjną. W marcu kolejnego roku zniesiono monarchię, ogłoszono dekret o reformie rolnej i nacjonalizacji przedsiębiorstw. Faktyczna władza w kraju należała do Dergu pod przewodnictwem generała Teferi Bentiego. W latach 1975–1977 nasiliły się separatyzmy w Erytrei i Ogadenie, co doprowadziło do wybuchu wojny domowej. Po zamachu stanu z lutego 1977 roku szefem państwa został podpułkownik Mengystu Hajle Marjam. Podpułkownik zaczął wdrażać system polityczny wzorowany na systemie państw bloku wschodniego. Lata 1977–1979, określane mianem Czerwonego Terroru, były okresem walki z przeciwnikami nowej władzy. Wojna w Ogadenie (z Somalią) z lat 1977–1978 zakończyła się zwycięstwem Etiopii, która została wsparta przez ZSRR, NRD i Kubę. W 1984 roku utworzona została rządząca Etiopska Partia Robotnicza. W 1987 roku uchwalono nową konstytucję, a prezydentem został Mengystu. Lata 1980. wiązały się z ponownym nasileniem działań partyzantów w Erytrei, wybuchły też powstania w Tigraju i innych prowincjach.

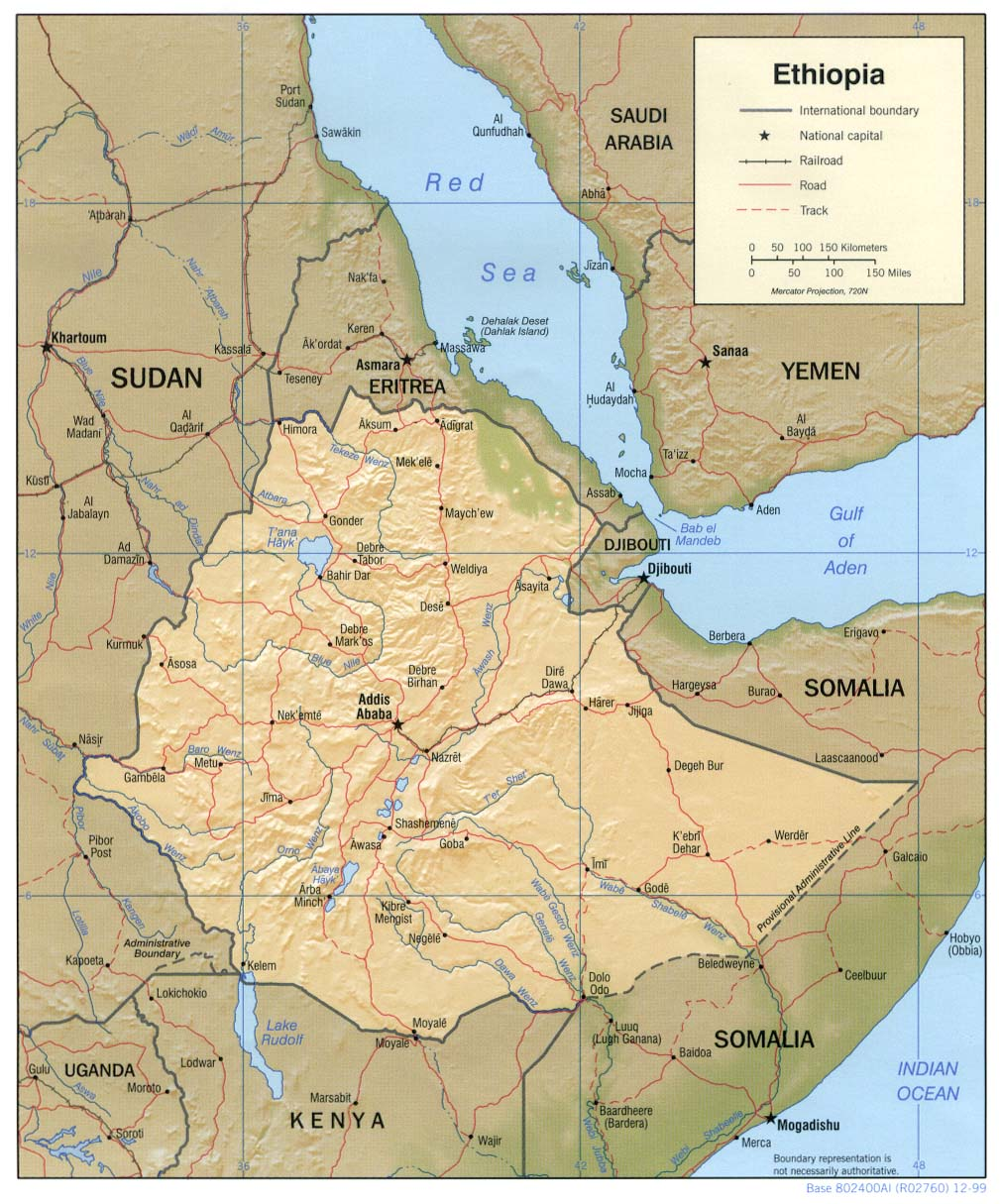
Mapa Etiopii

W 1991 roku ugrupowania partyzanckie, skupione w koalicji Etiopski Ludowo-Rewolucyjny Front Demokratyczny (EPRDF), przejęły kontrolę nad stolicą kraju. Zwycięscy rebelianci powołali rząd tymczasowy i prezydenta Melesa Zenawiego. W 1993 roku Etiopia utraciła Erytreę, która proklamowała niepodległość. Rok później w wyborach do Zgromadzenia Konstytucyjnego, a następnie parlamentarnych w 1995 roku, zwyciężyła rządząca koalicja – EPRDF. Uchwalona w 1994 roku konstytucja przekształciła kraj w państwo federacyjne, podzielone według kryteriów etnicznych. EPRDF sprawuje rządy do dzisiaj w sposób dyktatorski, jednak dominującą rolę pełnili w niej przez długi czas Tigrajczycy. Nowy rząd przystąpił do planowej modernizacji gospodarki, dzięki czemu Etiopia w XXI w. stała się najszybciej rozwijającym się krajem Afryki.
Suwerenność i integralność kraju w dalszym ciągu była poddawana próbom. W 1995 roku w Ogadenie doszło do rebelii partyzanckiej Narodowego Frontu Wyzwolenia Ogadenu, która trwała aż do 2010 roku. W 1998 roku pomiędzy Etiopią i Erytreą wybuchła wojna graniczna. Znaczne nasilenie walk nastąpiło w maju 2000 roku, co skłoniło władze obydwu krajów do poszukiwania kompromisu. W kilka miesięcy później podpisano porozumienie pokojowe. 24 grudnia 2006 premier Etiopii w orędziu do narodu ogłosił, że jego kraj został zmuszony do wojny z Somalią, czyli do zbrojnej interwencji na jej terytorium, skierowanej przeciwko faktycznie panującym tam i kontrolującym stolicę fundamentalistom islamskim.
Po śmierci premiera Melesa Zenawiego w 2012 roku, nasiliły się protesty w regionach zamieszkanych przez Oromów i Amharów, w związku z tym w październiku 2016 roku władze ogłosiły stan wyjątkowy. W kwietniu 2018 roku rządząca partia nominowała Abiy Ahmeda Alego do objęcia funkcji szefa rządu. Nowy premier w pierwszych miesiącach swoich rządów zniósł stan wyjątkowy, zwolnił więźniów politycznych, potępił tortury, zaczął wyciągać konsekwencje dyscyplinarne wobec urzędników odpowiedzialnych za nadużycia, zniósł blokadę niezależnych mediów i podjął reformy liberalizujące gospodarkę. 9 lipca 2018 Abiy Ahmed Ali i prezydent Erytrei Isajas Afewerki podpisali w Asmarze porozumienie o nawiązaniu stosunków dyplomatycznych, przewidujące m.in. zwrot przez Etiopię Trójkąta Yirga.
W listopadzie 2020 r. rozpoczęła się interwencja wojskowa sił rządowych w Tigraju.

## Ustrój polityczny
Etiopia jest federalną republiką parlamentarną. Na czele państwa stoi prezydent (od 7 października 2024 jest nim Taye Atske Selassie), który sprawuje głównie funkcje reprezentacyjne. Pracami rządu kieruje premier (od 2 kwietnia 2018 jest nim Abiy Ahmed Ali). Władza legislacyjna rozdzielona jest pomiędzy dwuizbowy parlament oraz rząd. Władza sądownicza jest niemal całkowicie zależna od władzy prawodawczej i wykonawczej – prezes i wiceprezes federalnego sądu najwyższego są rekomendowani przez premiera i wyznaczani przez niższą izbę, zaś innych sędziów federalnych proponuje niższej izbie premier wedle selekcji przeprowadzonej przez federalną sądową radę administracyjną.

## Podział administracyjny
Od 2020 roku Etiopia jest podzielona na 11 regionów (kilil; w latach 1998–2020 było ich 9, potem do 2011 r. – 11) oraz 2 miasta wydzielone (astedader akabibi): Addis Abeba oraz Dire Daua. Regiony dzielą się na 63 strefy (zonə), a one dzielą się na 529 wored.

## Siły zbrojne
Etiopia dysponuje dwoma rodzajami sił zbrojnych: wojskami lądowymi oraz siłami powietrznymi. Uzbrojenie sił lądowych Etiopii składało się w 2014 roku z: 560 czołgów, 780 opancerzonych pojazdów bojowych, 195 dział samobieżnych, 183 wieloprowadnicowych wyrzutni rakietowych oraz 1170 zestawów artylerii holowanej. Wojska etiopskie w 2014 roku liczyły 182,5 tys. żołnierzy służby czynnej. Według rankingu Global Firepower (2014) etiopskie siły zbrojne stanowią 40. siłę militarną na świecie, z rocznym budżetem na cele obronne w wysokości 340 mln dolarów (USD).

## Demografia

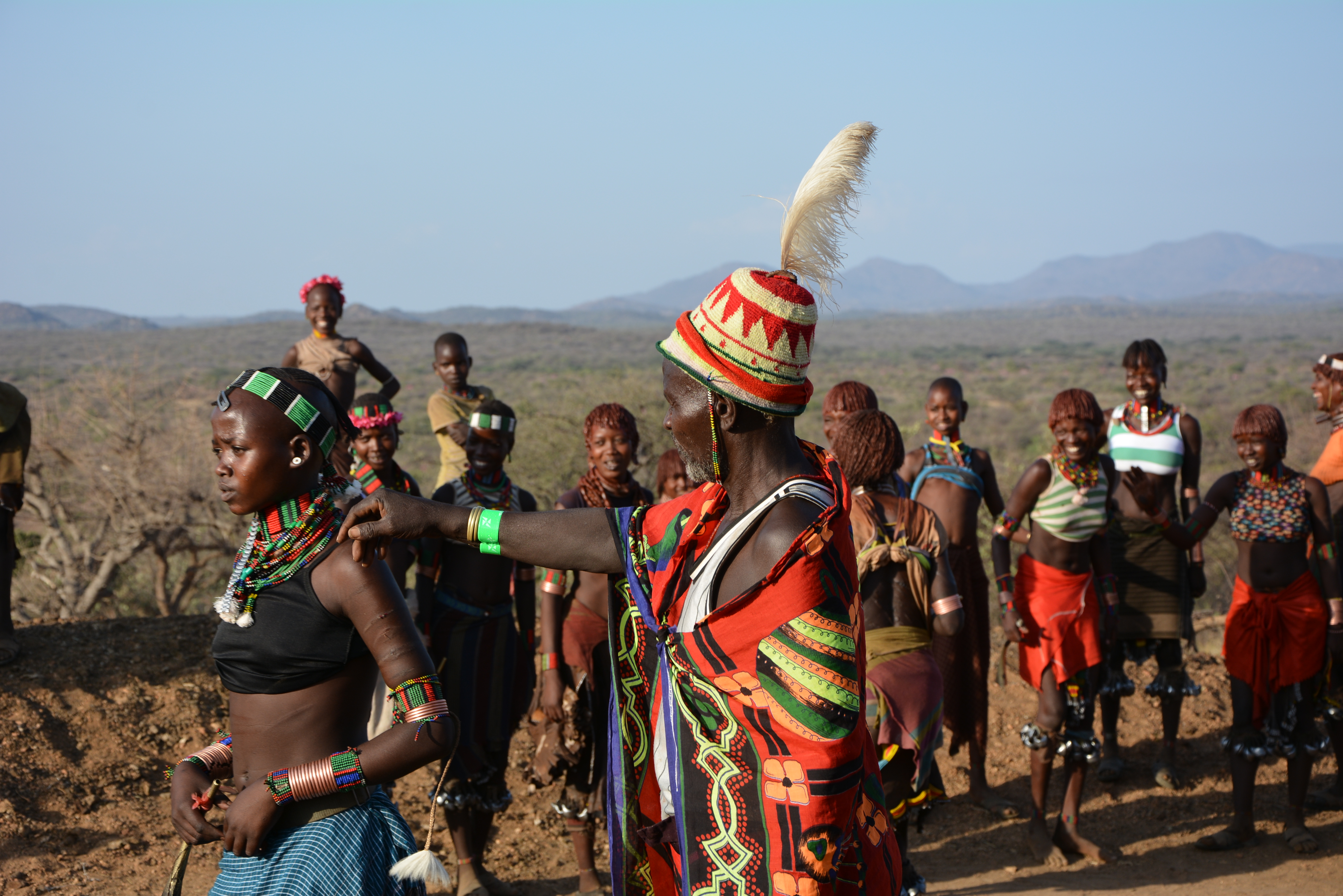
Hamarowie

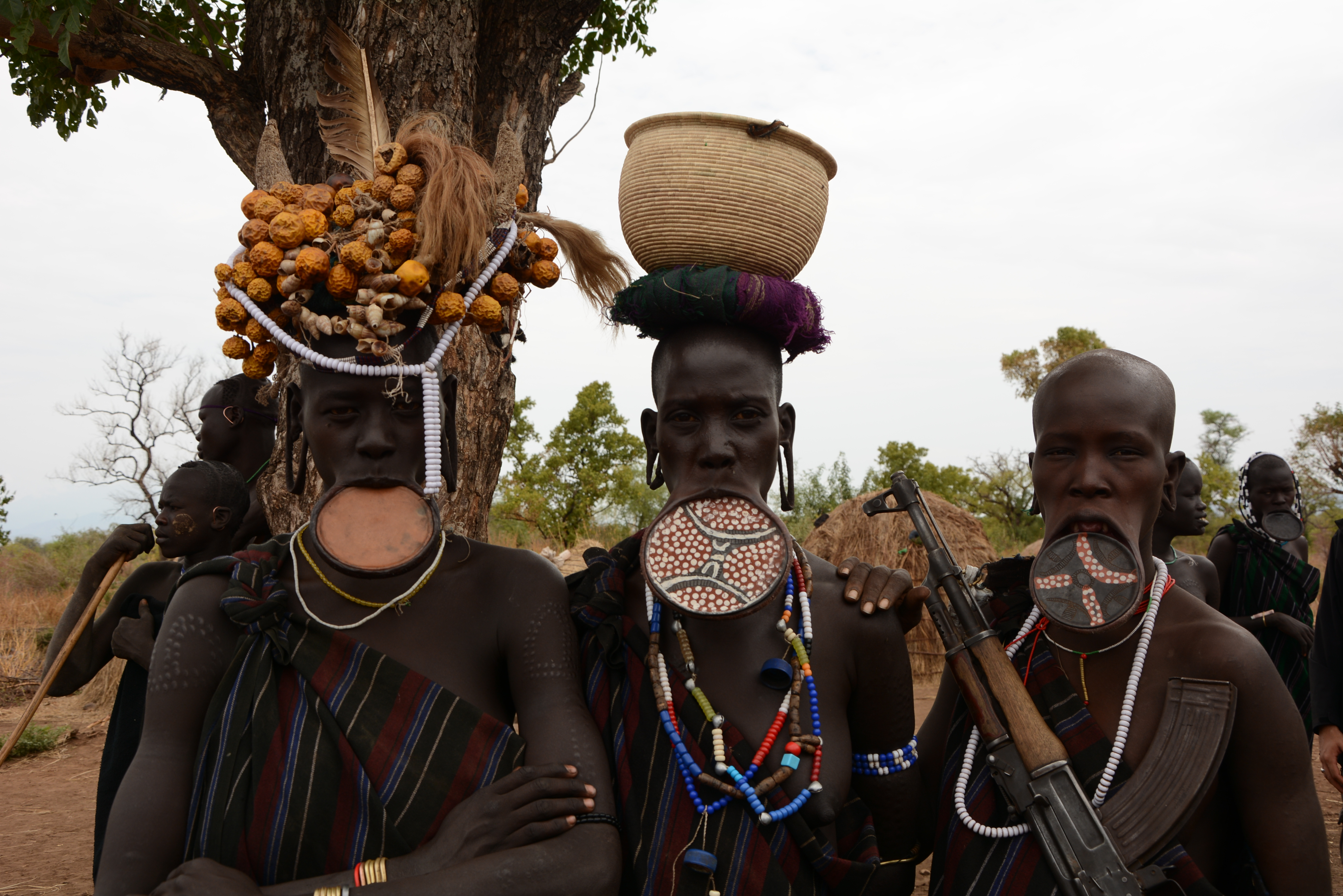
Mursi

| Zmiany demograficzne w Etiopii w latach 1971–2015 oraz prognozy demograficzne do roku 2050 | Zmiany demograficzne w Etiopii w latach 1971–2015 oraz prognozy demograficzne do roku 2050 | Zmiany demograficzne w Etiopii w latach 1971–2015 oraz prognozy demograficzne do roku 2050 | Zmiany demograficzne w Etiopii w latach 1971–2015 oraz prognozy demograficzne do roku 2050 | Zmiany demograficzne w Etiopii w latach 1971–2015 oraz prognozy demograficzne do roku 2050 | Zmiany demograficzne w Etiopii w latach 1971–2015 oraz prognozy demograficzne do roku 2050 | Zmiany demograficzne w Etiopii w latach 1971–2015 oraz prognozy demograficzne do roku 2050 | Zmiany demograficzne w Etiopii w latach 1971–2015 oraz prognozy demograficzne do roku 2050 | Zmiany demograficzne w Etiopii w latach 1971–2015 oraz prognozy demograficzne do roku 2050 | Zmiany demograficzne w Etiopii w latach 1971–2015 oraz prognozy demograficzne do roku 2050 | Zmiany demograficzne w Etiopii w latach 1971–2015 oraz prognozy demograficzne do roku 2050 | Zmiany demograficzne w Etiopii w latach 1971–2015 oraz prognozy demograficzne do roku 2050 |
| Rok                                                                                        | 1971 szac.                                                                                 | 1980 szac.                                                                                 | 1990 szac.                                                                                 | 1994 spis                                                                                  | 2000 szac.                                                                                 | 2007 spis                                                                                  | 2012 szac.                                                                                 | 2015 szac.                                                                                 | 2025 prognoza                                                                              | 2035 prognoza                                                                              | 2050 prognoza                                                                              |
| ------------------------------------------------------------------------------------------ | ------------------------------------------------------------------------------------------ | ------------------------------------------------------------------------------------------ | ------------------------------------------------------------------------------------------ | ------------------------------------------------------------------------------------------ | ------------------------------------------------------------------------------------------ | ------------------------------------------------------------------------------------------ | ------------------------------------------------------------------------------------------ | ------------------------------------------------------------------------------------------ | ------------------------------------------------------------------------------------------ | ------------------------------------------------------------------------------------------ | ------------------------------------------------------------------------------------------ |
| Populacja                                                                                  | 31,7 mln                                                                                   | 37,9 mln                                                                                   | 51,5 mln                                                                                   | 51,766 mln                                                                                 | 65,5 mln                                                                                   | 73,918 mln                                                                                 | 84,3 mln                                                                                   | 91,9 mln                                                                                   | 133 mln                                                                                    | 166 mln                                                                                    | 215 mln                                                                                    |
| Zaludnienie na km²                                                                         | 28                                                                                         | 33,6                                                                                       | 45,7                                                                                       | 46                                                                                         | 58                                                                                         | 65                                                                                         | 74,8                                                                                       | 81,5                                                                                       | 120                                                                                        | 150                                                                                        | 195                                                                                        |

### Statystyki demograficzne
| 2020                              | 2020                                            |
| --------------------------------- | ----------------------------------------------- |
| Liczba ludności                   | 113 656 596                                     |
| Ludność według wieku (2020)       |                                                 |
| 0–14 lat                          | 39,81 % (mężcz. 21 657 152; kobiety 21 381 628) |
| 15–24 lat                         | 19,47 % (mężcz. 10 506 144; kobiety 10 542 128) |
| 25–54 lat                         | 32,92 % (mężcz. 17 720 540; kobiety 17 867 298) |
| 55–64 lat                         | 4,42 % (mężcz. 2 350 606; kobiety 2 433 319)    |
| ponad 64 lata                     | 3,38 % (mężcz. 1 676 478; kobiety 1 977 857)    |
| Średnia wieku (2020)              |                                                 |
| całej populacji                   | 19,8 lat                                        |
| mężczyźni                         | 19,6 lat                                        |
| kobiety                           | 20,1 lat                                        |
| Przyrost naturalny                | 2,46%                                           |
| Współczynnik urodzeń              | 30,49 urodzeń/1000 mieszkańców                  |
| Współczynnik zgonów               | 5,7 zgonów/1000 mieszkańców                     |
| Współczynnik migracji             | -0,19 migrantów/1000 mieszkańców                |
| Ludność według płci               |                                                 |
| przy narodzeniu                   | 1,03 mężczyzn/kobiet                            |
| 15–24 lat                         | 1,01 mężczyzn/kobiet                            |
| 25–54 lat                         | 0,99 mężczyzn/kobiet                            |
| 55–64 lat                         | 0,96 mężczyzn/kobiet                            |
| powyżej 64 lat                    | 0,68 mężczyzn/kobiet                            |
| Umieralność noworodków            |                                                 |
| w całej populacji                 | 33,51 śmiertelnych/1000 żywych                  |
| płci męskiej                      | 38,33 śmiertelnych/1000 żywych                  |
| płci żeńskiej                     | 28,55 śmiertelnych/1000 żywych                  |
| Oczekiwana długość życia          |                                                 |
| w całej populacji                 | 68,25 lat                                       |
| mężczyzn                          | 66,12 lat                                       |
| kobiet                            | 70,44 lat                                       |
| Rozrodczość                       | 3,99 urodzeń/kobietę                            |
| Współczynnik dorosłych z HIV/AIDS | 0,9% (2020)                                     |
| Liczba osób żyjących z HIV/AIDS   | 620 tys. (2020)                                 |
| Liczba zmarłych na HIV/AIDS       | 13 tys. (2020)                                  |

### Religie

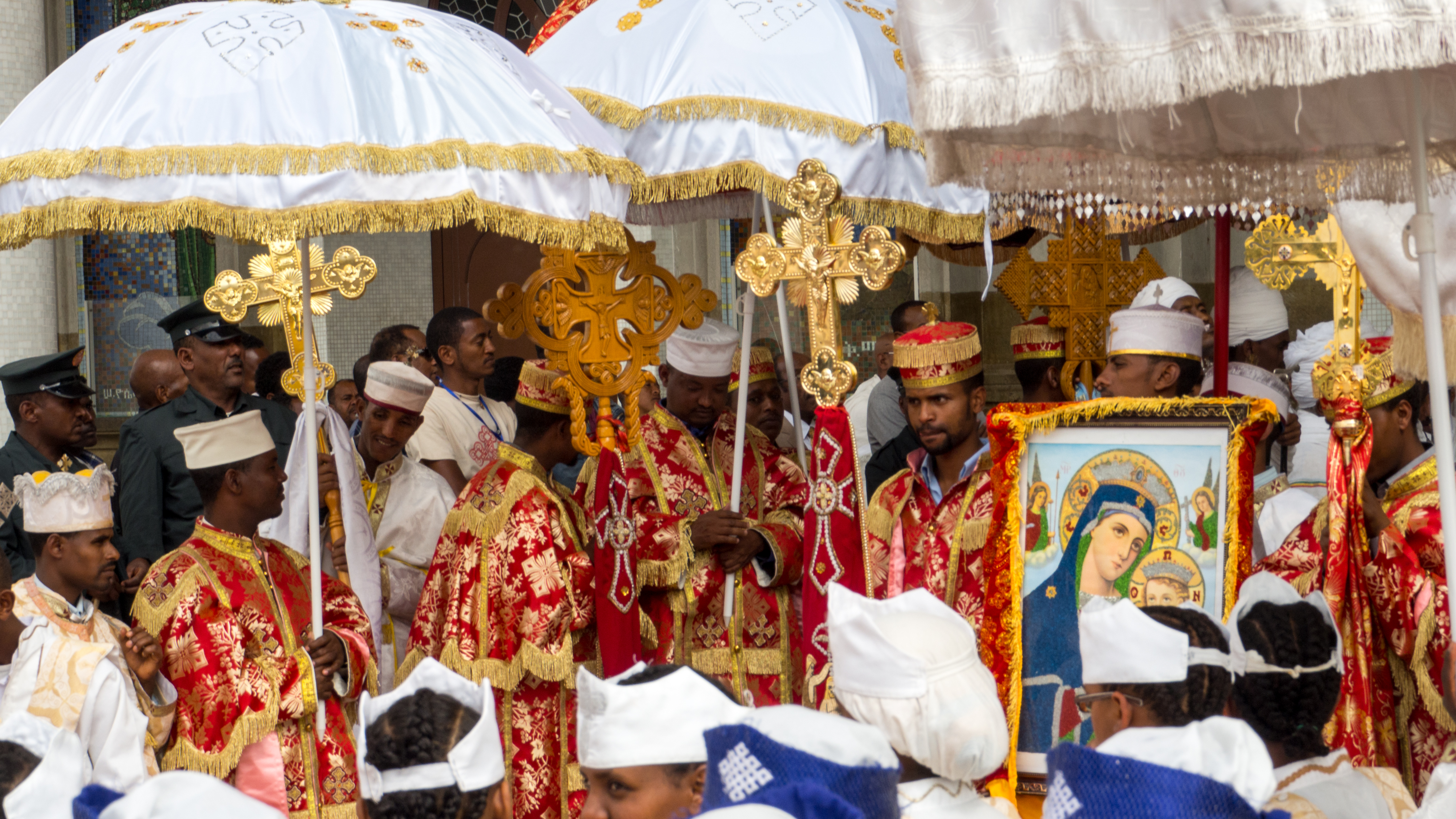
Etiopski Kościół Ortodoksyjny

Struktura wyznaniowa kraju w 2010 roku według Pew Research Center:
- chrześcijaństwo – 62,8% (52 070 000)
  - Kościół etiopski – 43,5% (36 060 000)
  - protestantyzm – 19,2% (15 910 000) (głównie: Kale Heywet, luteranie (Mekane Yesu) i zielonoświątkowcy)
  - katolicyzm – 0,7% (600 000)
- islam – 34,6% (28 680 000)
- tradycyjne religie plemienne – 2,6% (2 130 000)
- brak religii – 0,05% (50 000)

### Struktura etniczna

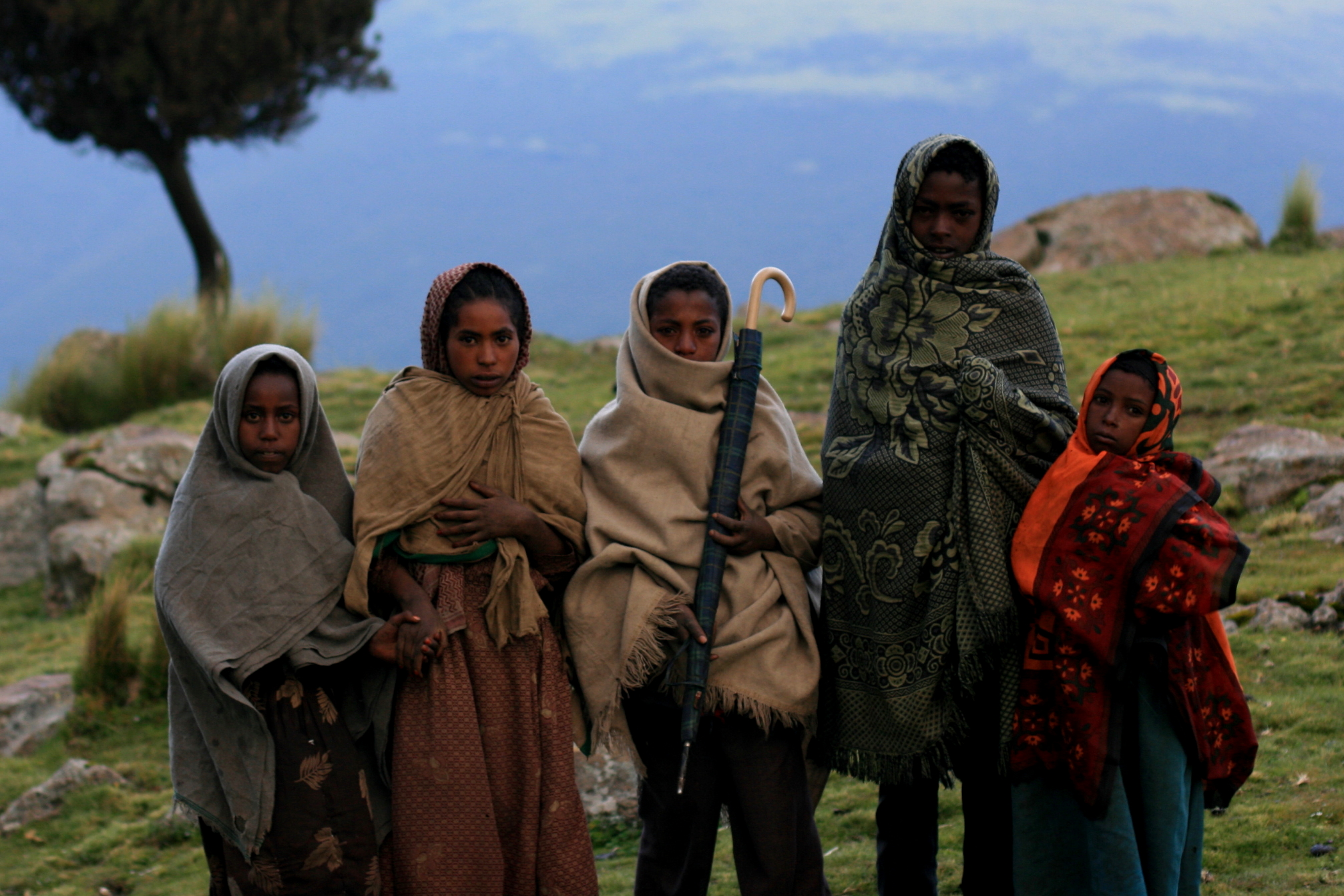
Amharowie

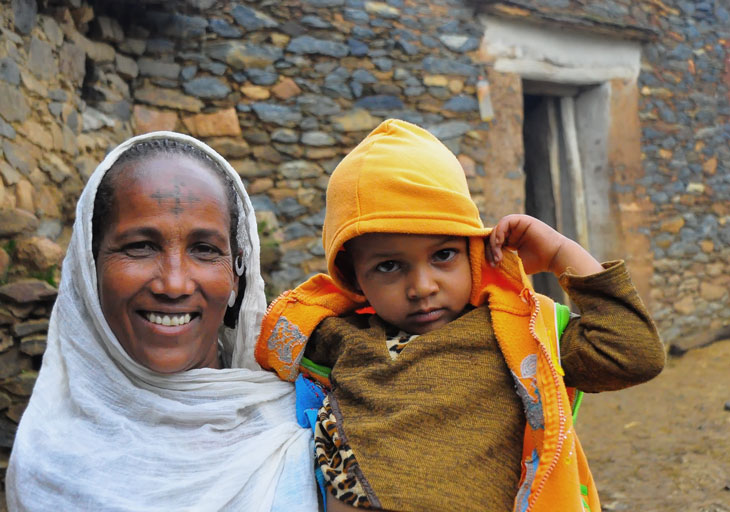
Tigrajczycy

| Grupa etniczna           | Język            | Liczebność w tys. (2018) | Procent ludności |
| ------------------------ | ---------------- | ------------------------ | ---------------- |
| Oromowie (10 grup)       | Język oromo      | 34 210                   | 31,84%           |
| Amharowie                | Język amharski   | 30 104                   | 28,00%           |
| Somalowie                | Język somalijski | 6946                     | 6,46%            |
| Tigrajczycy              | Język tigrinia   | 6794                     | 6,32%            |
| Sidama                   | Język sidamo     | 4470                     | 4,16%            |
| Wolaita                  | Język wolaita    | 2538                     | 2,36%            |
| Gurage (3 grupy)         | Języki gurage    | 2449                     | 2,28%            |
| Afarowie                 | Język afar       | 1934                     | 1,89%            |
| Hadija                   | Język hadija     | 1922                     | 1,79%            |
| Gamo                     | Język gamo       | 1672                     | 1,55%            |
| Gedeo                    | Język gedeo      | 1477                     | 1,37%            |
| Silte                    | Język silte      | 1416                     | 1,32%            |
| Kaffa                    | Język kafa       | 1310                     | 1,22%            |
| Nuerowie                 | Język nuer       | 224                      | 0,21%            |
| Chińczycy                | Język chiński    | 31                       | 0,03%            |
| Arabowie (3 grupy)       | Język arabski    | 22                       | 0,02%            |
| Żydzi etiopscy           | Język amharski   | 3,5                      | 0,00%            |
| Amerykanie i Brytyjczycy | Język angielski  | 3,3                      | 0,00%            |

## Miasta
Poniższa lista przedstawia największe miasta Etiopii:
| 1  | Addis Abeba | Addis Abeba                                  | 3 100 000 |
| 2  | Adama       | Oromia                                       | 476 892   |
| 3  | Mekelie     | Tigraj                                       | 310 436   |
| 4  | Dire Daua   | Dire Dawa                                    | 252 279   |
| 5  | Bahyr Dar   | Amhara                                       | 206 748   |
| 6  | Desje       | Amhara                                       | 183 802   |
| 7  | Harer       | Region Ludu Hareri                           | 174 994   |
| 8  | Gonder      | Amhara                                       | 156 230   |
| 9  | Auasa       | Region Narodów, Narodowości i Ludów Południa | 133 097   |
| 10 | Dżimma      | Oromia                                       | 128 306   |
| 11 | Waliso      | Oromia                                       | 114 534   |
| 12 | Szaszemenie | Oromia                                       | 114 350   |
| 13 | Adigrat     | Tigraj                                       | 104 021   |

## Gospodarka
Gospodarka jest dość uboga. PKB w 2009 roku wyniósł 33,92 mld USD (zaledwie 418 USD na mieszkańca), natomiast w 2019 wyniósł już 95,91 mld USD (856 USD na mieszkańca). Głównym ośrodkiem gospodarczym jest stolica kraju.

## Znaczenie religijne
Etiopia jest dla rastafarian Ziemią Obiecaną. Opierają się oni na treści Psalmu 87,1-4:
1. Synów Koracha. Psalm. Pieśń. Budowla Jego jest na świętych górach:
2. Pan miłuje bramy Syjonu bardziej niż wszystkie namioty Jakuba.
3. Wspaniałe rzeczy głoszą o tobie, o miasto Boże!
4. Wymienię Rahab i Babel wśród tych, co mnie znają; oto Filistyni i Tyr razem z Kusz [powiedzą]: «Ten [i ten] się tam urodził».

ponieważ tam, gdzie w cytowanym powyżej fragmencie Biblii Tysiąclecia występuje słowo Kusz, w akceptowanej przez rastafarian wersji Pisma Świętego, Biblii króla Jakuba z roku 1611, występuje słowo Ethiopia.
Rastafarianie, który przesiedlili się do Etiopii, mieszkają na ziemi darowanej im przez cesarza Hajle Selasje w miasteczku Szaszemenie.

## Święta w Etiopii
W Etiopii nadal obowiązuje Kalendarz etiopski, co oznacza, że podane dni świąteczne mogą się różnić zależnie od etiopskiego roku przestępnego.
- Genna (Lidet, Boże Narodzenie) obchodzone 7 stycznia (8 stycznia)
- Timket (Święto Trzech Króli) obchodzone 19 stycznia (20 stycznia)
- Fasika (Wielkanoc)
- Enkutataš (Nowy Rok) obchodzony 11 września (12 września)
- Meskal (Odnalezienia Krzyża) obchodzone 27 września (28 września)[21]

## Przedsięwzięcia charytatywne
W 1984 irlandzki piosenkarz Bob Geldof po obejrzeniu filmu dokumentalnego stacji BBC, poświęconego klęsce głodu w Etiopii w latach 1984–1985, namówił kilkudziesięciu artystów, by nagrali skomponowaną przez niego i Midge Ure’a z zespołu Ultravox piosenkę „Do They Know It’s Christmas?”, a dochód ze sprzedaży wydawnictwa przeznaczono na pomoc głodującej Afryce. Nieformalny zespół przyjął nazwę Band Aid.
Niebywałe powodzenie przedsięwzięcia spowodowało, że 13 lipca 1985 roku Geldof i Ure zorganizowali w Londynie (na stadionie Wembley) i Filadelfii (stadion JFK) dwa równoległe rockowe koncerty charytatywne pod hasłem Live Aid. Udział wzięło w nich ponad 50 wykonawców, w tym takie sławy jak Led Zeppelin, Queen, Paul McCartney, Bob Dylan, Sting, Mick Jagger, The Beach Boys, Madonna, Elton John, David Bowie, Phil Collins (zagrał na obu kontynentach), Tina Turner, B.B. King, U2, The Who i Wham!. Dzięki tej akcji zebrano ponad 100 milionów dolarów dla ofiar głodu w Afryce.